# Ben Hogan
William Ben Hogan (13. august 1912 – 25. juli 1997) var en amerikansk golfspiller, der gennem sin karriere vandt hele 64 sejre på PGA Touren. Han vandt hele 9 Major-turneringer, der fordelte sig således:
- US Masters
  - 1951 og 1953

- US Open
  - 1948, 1950, 1951 og 1953

- British Open
  - 1953

- US PGA Championship
  - 1946 og 1948

I 1997 døde Hogan i en alder af 84 år i Fort Worth i Texas.